# Regmatodon strictus
Regmatodon strictus là một loài Rêu trong họ Regmatodontaceae. Loài này được (Bosch & Sande Lac.) Müll. Hal. miêu tả khoa học đầu tiên năm 1869.